# Hacker art
L'origine del termine hacker art va ricondotto alla nascita dell'etica hacker all'interno dei laboratori del MIT di Boston verso la fine degli anni Cinquanta e a quell'idea di creatività abbinata agli studi sulle tecnologie informatiche e telematiche descritte da Steven Levy nel libro Hacker del 1984.
Il significato del termine hacker art, coniato da Tommaso Tozzi nel 1989 , vuole coprire un'area interdisciplinare più vasta che unisca all'area della ricerca, sia scientifica che umanistica, quella dei movimenti sociali ed underground, quella artistica, l'amministrazione pubblica, il mondo dei media e molti altri settori della sfera sociale. In campo artistico tale visione è in linea di continuità con alcune delle avanguardie e dei movimenti artistici del Novecento, tra cui Dada, gli Happening e Fluxus, il Situazionismo e il Cyberpunk.
In tale ottica arte diventa il partecipare alla trasformazione dei processi sociali e culturali con l'obiettivo di favorire la cooperazione, la nascita di nuove forme della conoscenza e la condivisione decentrata del sapere, così come lo sviluppo di forme, luoghi e nuove tecnologie alternative finalizzate al miglioramento e all'evoluzione dell'umanità. Caratteristiche sono il rifiuto dell'autorialità, la decostruzione dei fondamenti culturali su cui si regge ogni ordinamento autoritario e totalitario del sapere, la costruzione di relazioni orizzontali, la coevoluzione mutuale e il non-profit.
Hacker art non è la produzione di oggetti vendibili. Si estende oltre i limiti di un oggetto per coprire lo spazio di tutti i corpi e cose che partecipano nel tempo alla sua costruzione. È un sistema aperto, molteplice, anonimo, decentrato e in divenire.
Hacker art non è un genere, ma un'attitudine di disobbedienza culturale con origini millenarie. L'hacker art non si trova solo nei musei o nelle gallerie d'arte, ma anche in ogni spazio della vita. È qualsiasi sistema fluttuante (o TAZ) da cui emergono pratiche di interferenza finalizzate a garantire l'uguaglianza e la fratellanza tra i popoli, la creatività e la libera espressione individuale e collettiva, la difesa dei diritti costituzionali, quali, tra gli altri, il diritto alla comunicazione e alla privacy, promuovendo un'etica del rispetto tra gli individui.